# 礼氏夫人
礼氏夫人（れいしふじん、朝鮮語: 예씨부인、生没年不詳）は、高句麗を建国した朱蒙の北夫余時代の妻、高句麗王瑠璃明王の母親。北夫余人。

## 人物
礼氏夫人は、朱蒙の北夫余時代の妻である。紀元前37年、朱蒙が北夫余から脱出した。紀元前19年、朱蒙の北夫余時代の妻である礼氏夫人と彼女の生んだ息子の類利（後の瑠璃明王）が朱蒙のもとにあらわれる。喜んだ朱蒙は礼氏夫人の生んだ類利を自らの後継者に指名し、礼氏夫人を第1夫人、朱蒙が北夫余脱出後に結婚した夫余人の召西奴を第2夫人とした。

## 家族
- 夫：朱蒙
- 息子：瑠璃明王